# Лончкі (Свідницький повіт)
Лончкі (пол. Łączki) — село в Польщі, у гміні Рибчевиці Свідницького повіту Люблінського воєводства.